# 기노모토정 (시가현)
기노모토정(일본어: 木之本町)은 시가현에 있었던 이카 군의 정이다.
2010년 1월 1일에 히가시아자이군 도라히메정, 고호쿠정, 이카군 다카쓰키정, 요고정, 니시아자이정과 함께 나가하마시에 합병되었다.

## 지리
시가현 북부에 위치하고 있으며, 홋코쿠 가도와 홋코쿠 와키온칸의 분기점에 있어 예부터 교통의 요지, 역참 마을로서 번창한 이카 군의 중심지이다. 시가지는 남서부에 펼쳐진 저지에 형성되어 있고 정의 동부에 펼쳐진 산지가 정역의 대부분을 차지한다. 북부의 산지에서 발원하는 아네가와 강의 지류인 다카토키 강은 정 동부의 산지 내를 남쪽으로 흐르고 있어 시가지가 있는 저지는 통과하고 있지 않다.
서쪽으로 펼쳐진 비와호와의 사이에는 시즈가 산이 남북으로 놓여 있고, 시즈가 산의 북쪽에 있는 요고 호의 남안까지 정역이다. 또 근처에 2곳의 월경지가 있다.

## 역사
- 1889년 4월 1일 - 정촌제 시행에 의해 기노모토 촌, 스기노 촌, 다카토키 촌, 이카구 촌이 탄생하였다.
- 1918년 4월 1일 - 기노모토 촌이 정으로 승격해 기노모토 정이 되었다.
- 1943년 6월 1일 - 기노모토 정, 이카구 촌이 합병해 기노모토 정이 성립하였다.
- 1948년 5월 10일 - 이카구 촌이 분촌하였다.
- 1954년 12월 1일 - 기노모토 정, 스기노 촌, 다카토키 촌, 이카구 촌이 합병해 기노모토 정이 성립하였다.

## 교통

### 철도
- 서일본 여객철도 호쿠리쿠 본선

### 도로
- 국도 제8호선
- 국도 제303호선
- 국도 제365호선